# 準中距離弾道ミサイル
準中距離弾道ミサイル（じゅんちゅうきょりだんどうミサイル、英語: medium-range ballistic missile, MRBM）は、弾道ミサイルのうち射程1,000-3,000km程度のもの。
中距離弾道ミサイルとの差異は、射程がやや短いのみであるが、厳密な区分はない。冷戦期においては、発射地・着弾地ともヨーロッパ域内での使用が考えられていた。そのため、中距離核戦力全廃条約の対象となっている。
この規模のミサイルは、パーシング I/IIミサイルなど1960年代には地上移動発射方式が開発されてきている。

## おもな準中距離弾道ミサイル
アメリカ合衆国
- PGM-17 ソー
- PGM-18 ジュピター
- MGM-31 パーシング I/II

 イスラエル
- エリコ II

 日本
- 島嶼防衛用高速滑空弾　ブロック2（事実上） - 開発中[2]

 中国
- DF-2（東風2号）
- DF-3（東風3号）
- DF-21（東風21号）
- DF-25（東風25号）

 北朝鮮
- ノドン
- テポドン1
- 北極星2